# Daniel Berrigan

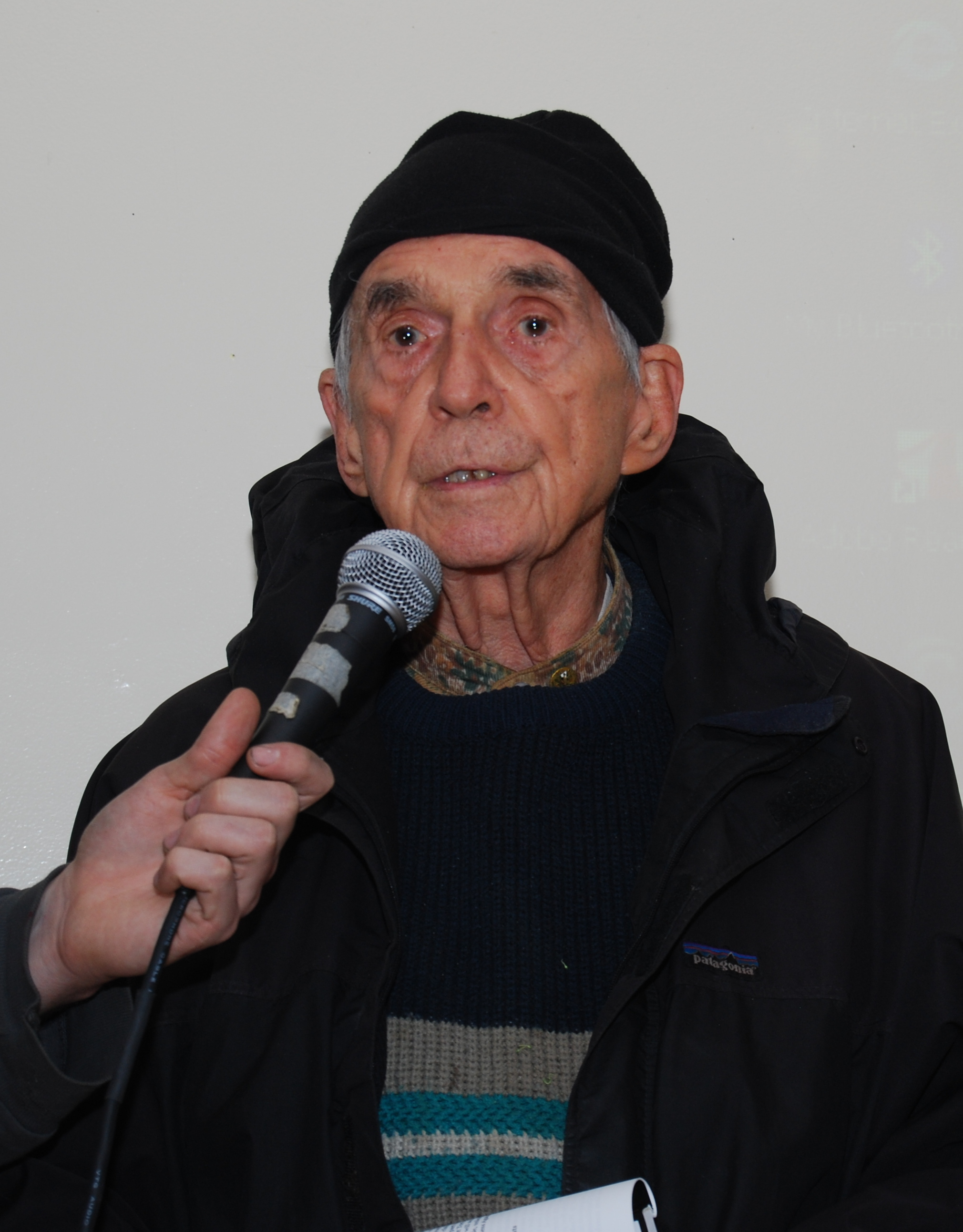
Daniel Berrigan 2008.

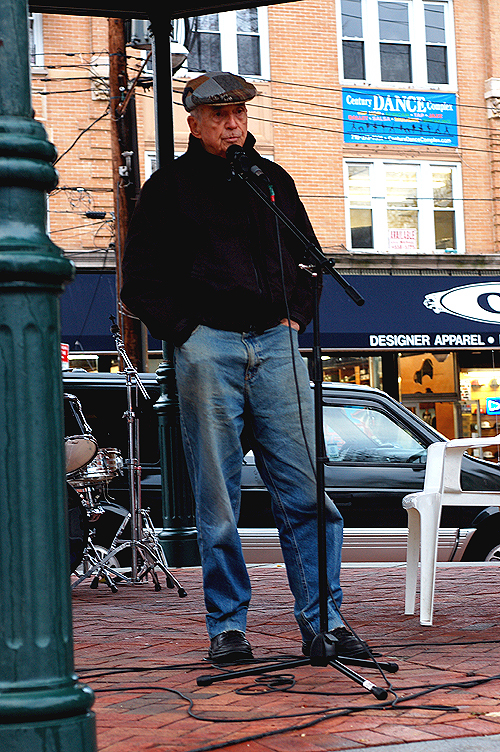
Daniel Berrigan på the Third Annual Staten Island Freedom & Peace Festival, 2006.

Daniel Berrigan, född 9 maj 1921 i Virginia i Minnesota, död 30 april 2016 i Bronx i New York, var en amerikansk poet, fredsaktivist och romersk-katolsk präst. Tillsammans med sin bror Philip Berrigan var han under en tid på FBI:s Ten Most Wanted List för sina aktioner i fredsrörelsen. 
År 1968 brände Daniel Berrigan tillsammans med gruppen Catonsville Nine, inkallelseordrar med hjälp av hemmagjord napalm som en symbolisk och direkt protest mot Vietnamkriget. 
Den 9 september 1980 var Daniel Berrigan med om att utföra den första plogbillsaktionen, tillsammans med gruppen Plowshares Eight. Gruppen gick in på General Electrics kärnvapenanläggning i King of Prussia i Pennsylvania, där de hamrade på noskoner till missiler och hällde blod på dokument. Domstolsförhandlingarna efter aktionen finns dramatiserade i filmen In the king of Prussia, där aktivisterna spelar sig själva och Martin Sheen spelar domaren.
Daniel Berrigan levde mot slutet av sitt liv New York, där han undervisade på Fordham University.